# Addio, piccola mia
Pour plus de détails, voir Fiche technique et Distribution.
Addio, piccola mia est un film est-allemand réalisé par Lothar Warneke, sorti en 1979.
Il s'agit d'une biographie de l'écrivain Georg Büchner.

## Synopsis
Georg Büchner est un étudiant en médecine à Strasbourg, vit dans la pauvreté et aime la jeune Louise. En 1833, il revient vivre dans sa famille dans la Hesse. Il voit des escarmouches qui lui font penser qu'une révolution est pour bientôt. Il devient ami avec Friedrich Ludwig Weidig. Avec d'autres jeunes comme Karl Minnigerode, ils forment une "Société des Droits de l'homme".
Büchner écrit Der Hessische Landbote. Weidig le récrit contre sa volonté. Le groupe est divisé : Weidig est renvoyé à Ober-Gleen, où Büchner lui rend visite, puis emprisonné à cause de sa réécriture. Minnigerode est arrêté pour l'avoir diffusé puis libéré en imitant la folie et envoyé en Amérique par ses parents.
Georg Büchner fuit à Strasbourg, où il retrouve Louise. Il écrit La Mort de Danton et se consacre à ses travaux sur les poissons. Lorsque Friedrich Wilhelm Schulz l'invite en Suisse, il accepte. Il doit à nouveau dire au revoir à Louise. À Zurich, il donne des conférences sur le système nerveux des poissons et compose Woyzeck. Mais il se sent malade, il découvre qu'il est atteint par le typhus. Peu de temps avant sa mort, il rend visite à Louise, tout en évitant d'être en contact avec elle. Il meurt juste après.
Addio, piccola mia ("Adieu, ma petite") sont des mots de sa dernière lettre.

## Fiche technique
- Titre : Addio, piccola mia
- Réalisation : Lothar Warneke assisté de Wolf-Dieter Bölke
- Scénario : Lothar Warneke
- Musique : Gerhard Rosenfeld (de)
- Direction artistique : Alfred Hirschmeier
- Costumes : Christiane Dorst
- Photographie : Claus Neumann
- Son : Günter Witt
- Montage : Erika Lehmphul
- Production : Herbert Ehler
- Sociétés de production : DEFA
- Société de distribution : VEB Progress Film-Vertrieb
- Pays d'origine :  Allemagne de l'Est
- Langue : allemand
- Format : Couleurs - 1,37:1 - Mono - 35 mm
- Genre : Biographie
- Durée : 123 minutes
- Dates de sortie :
  -  Allemagne de l'Est : 18 janvier 1979.
  -  Hongrie : 9 décembre 1979.
  -  Allemagne de l'Ouest : 18 février 1987.

## Distribution
- Hilmar Eichhorn: Georg Büchner
- Ute Lubosch: Louise
- Christine Schorn: Caroline Schulz
- Michael Gwisdek: Ludwig Weidig
- Hans-Otto Reintsch: Becker
- Lars Jung: Karl Minnigerode
- Jürgen Mai: Clemm
- Maximilian Löser: Zeuner
- Karl-Ernst Horbol: Schütz
- Horst Drinda: Dr. Ernst Büchner
- Wolfgang Greese: Le père Jaeglé
- Klaus Brasch: Nievergelter
- Karin Gregorek: Mme Weidig
- Justus Carrière: Böckel
- Gert Gütschow: Le grand-duc
- Harald Halgardt: Du Thil
- Heinz-Dieter Knaup: Ludwig Minnigerode
- Dietrich Körner: Georgi
- Jörg Foth: Le professeur de musique
- Manfred Gorr: Studiosus
- Friedrich-Wilhelm Junge: Le prince
- Ezard Haußmann: Le chanteur
- Peter Sodann: Le teinturier
- Ulrich Weiß